# Questa (New Mexico)
Questa is een plaats (village) in de Amerikaanse staat New Mexico, en valt bestuurlijk gezien onder Taos County.

## Demografie
Bij de volkstelling in 2000 werd het aantal inwoners vastgesteld op 1864.
In 2006 is het aantal inwoners door het United States Census Bureau geschat op 1901, een stijging van 37 (2,0%).

## Geografie
Volgens het United States Census Bureau beslaat de plaats een oppervlakte van
13,2 km², geheel bestaande uit land. Questa ligt op ongeveer 2475 m boven zeeniveau.

## Plaatsen in de nabije omgeving
De onderstaande figuur toont nabijgelegen plaatsen in een straal van 36 km rond Questa.